# Prélude et fugue en la mineur (BWV 865)
Le Clavier bien tempéré I
Pour un article plus général, voir Le Clavier bien tempéré.
Le prélude et fugue en la mineur (BWV 865) est le vingtième couple de préludes et fugues du premier livre du Clavier bien tempéré de Jean-Sébastien Bach, compilé vers 1722.
Accompagnée d'un prélude animé, la fugue en la mineur, comme étrangère au recueil, est un monument impressionnant de par ses larges dimensions et sa complexité. Elle compte parmi les plus belles et des plus savantes fugues de Bach ; néanmoins il s'agit très certainement d'une composition de jeunesse destinée à l'orgue.

## Prélude
Le prélude, noté 
, comporte 28 mesures dans un rythme de danse. 
Il est structuré en petits épisodes de quatre mesures.

## Fugue
La fugue à quatre voix, notée , est longue de 87 mesures. 
Le sujet, de trente notes, plus de notes que tout autre, légèrement modifié, est réutilisé par Bach dans la cantate BWV 87 (1725), Bisher habt ihr nichts gebeten in meinem Namen, [« Jusqu'ici vous n'avez pas prié en mon nom » (Jn 16,24)].

Cette page grandiose, exceptionnellement longue, comme étrangère au recueil, semble provenir d'une ancienne composition avant la période de Köthen, destinée à l'orgue, si l'on en croit la longue pédale de tonique de cinq mesures terminant l'œuvre (pratique de jeunesse que Bach délaisse ensuite). Bach enrichit à plusieurs moments les voix à six et jusqu'à sept dans la dernière mesure. Sous les doigts des interprètes, la fugue se trouve être particulièrement ingrate et par sa longueur, il est difficile pour eux de ne pas donner l'impression de monotonie, même si le finale (à partir de la mesure 73) est particulièrement convaincant.

L'exposition donne les entrées successives : alto, soprano, basse, ténor. Dès la mesure 14 apparaît la contre-position du sujet renversé, au soprano, ténor, basse et alto, chaque entrée accompagné de canon en imitation.
Le premier des trois divertissements (fin de la mesure 27), présente le sujet en canon à une demi-mesure, soprano-ténor, alto-basse, ténor-alto et enfin soprano basse. Le second divertissement (fin de la mesure 48) présente en canon le renversement du sujet de la même manière : alto-ténor, basse-soprano, soprano-alto et basse-ténor partiellement. Pour le dernier divertissement (fin de la mesure 64) présente en canon à la quinte, le sujet basse-ténor...
puis son renversement, toujours à la quinte, soprano-alto, puis le renversement basse-alto et tronqué, au ténor. Mesures 77 et 80, Bach fait entendre par deux fois, un canon à la quinte soprano-alto. La coda mesure 83, sur un pédale de tonique, représente une dernière fois en les mélangeants en canon la tête du sujet ténor-alto et son renversement au soprano ; la dernière mesure superposant les quatre première notes du sujet sous ses deux formes.

## Relations
Bien que Keller affirme : « Aucun lien thématique ne peut être établi entre les deux pièces », Schulenberg, attire l'attention sur le rythme commun des doubles-croches présent au début des morceaux, que la basse du prélude répercute avec insistance trois fois de suite.
On retrouve d'ailleurs ce petit motif à la mesure 66 de la fugue.

## Genèse
Si Keller suggérait la provenance de la fugue du moins, antérieur à Köthen, Schulenberg, est favorable à la période de Weimar, notant la similarité avec le matériel thématique du premier mouvement du premier Concerto brandebourgeois avec celui du prélude et d'autres éléments des deux pièces.

## Postérité
Emmanuel Alois Förster (1748–1823) a réalisé un arrangement pour quatuor à cordes de la fugue, interprété notamment par le Quatuor Emerson.
Théodore Dubois en a réalisé une version pour piano à quatre mains, publiée en 1914.